# Sterkstroom
Sterkstroom ist eine Stadt in der südafrikanischen Provinz Ostkap. Sie liegt in der Gemeinde Enoch Mgijima im Distrikt Chris Hani. 

## Geographie
Der Ort hat, zusammen mit dem östlich gelegenen Township Masakhe, 7165 Einwohner (Volkszählung 2011). Der Ort liegt am südlichen Fuß des Stormberg-Massivs am Hex River, rund 55 Kilometer nordwestlich von Queenstown.

## Geschichte
Sterkstroom wurde 1875 anlässlich des Baus einer Kirche gegründet. Der Name ist afrikaans und bedeutet „starker Fluss“, nach dem Hex River. 1898 erhielt es Gemeindestatus. 

## Wirtschaft und Verkehr
In Sterkstroom befindet sich ein Krankenhaus.
Sterkstroom liegt am Schnittpunkt der Straßen R344, die Tarkastad im Südwesten mit Dordrecht im Nordosten verbindet, und der R397, die von Molteno im Nordwesten nach Queenstown im Südosten führt. Östlich des Ortes verläuft die Nationalstraße N6. Die Stadt liegt an der Bahnstrecke Johannesburg–East London und verfügt über einen Bahnhof, der im Güterverkehr bedient wird. Eine Nebenbahn führt von Sterkstroom ostwärts bis Nqanqarhu. Westlich des Ortes liegt ein Flugplatz. 

## Persönlichkeiten
- Margaret Bakkes (1931–2016), Schriftstellerin, geboren in Sterkstroom